# ديفرنت ستروكس
ديفرنت ستروكس (بالإنجليزية: Diff'rent Strokes)‏ هو مسلسل كوميديا موقف تم إنتاجه في الولايات المتحدة. بدأ عرضه في سنة 1978. عرض على هيئة الإذاعة الوطنية وهيئة الإذاعة الأمريكية. بلغ عدد مواسم المسلسل 8 مواسم، بلغ عدد حلقاته 189 حلقة، المسلسل من تأليف جيف هاريس، وهو من إخراج توني سنجلتري. تم بث المسلسل لأول مرة بتاريخ 3 نوفمبر 1978 بينما تم بث آخر حلقة منه بتاريخ 7 مارس 1986 بعد أن استمر لقرابة 8 أعوام. من بطولة كونراد باين، غاري كولمان وديكسي كارتر.

## روابط خارجية
- ديفرنت ستروكس على موقع IMDb (الإنجليزية)
- ديفرنت ستروكس على موقع ميتاكريتيك (الإنجليزية)
- ديفرنت ستروكس على موقع روتن توميتوز (الإنجليزية)
- ديفرنت ستروكس على موقع كينوبويسك (الروسية)
- ديفرنت ستروكس على موقع ألو سيني (الفرنسية)
- ديفرنت ستروكس على موقع قاعدة بيانات الفيلم (الإنجليزية)